# Saint-Michel-de-Volangis
Saint-Michel-de-Volangis is een gemeente in het Franse departement Cher (regio Centre-Val de Loire) en telt 405 inwoners (2004). De plaats maakt deel uit van het arrondissement Bourges.

## Geografie
De oppervlakte van Saint-Michel-de-Volangis bedraagt 17,6 km², de bevolkingsdichtheid is 23,0 inwoners per km².
De onderstaande kaart toont de ligging van Saint-Michel-de-Volangis met de belangrijkste infrastructuur en aangrenzende gemeenten.

## Demografie
Onderstaande figuur toont het verloop van het inwonertal (bron: INSEE-tellingen).